# Posidipo de Pela

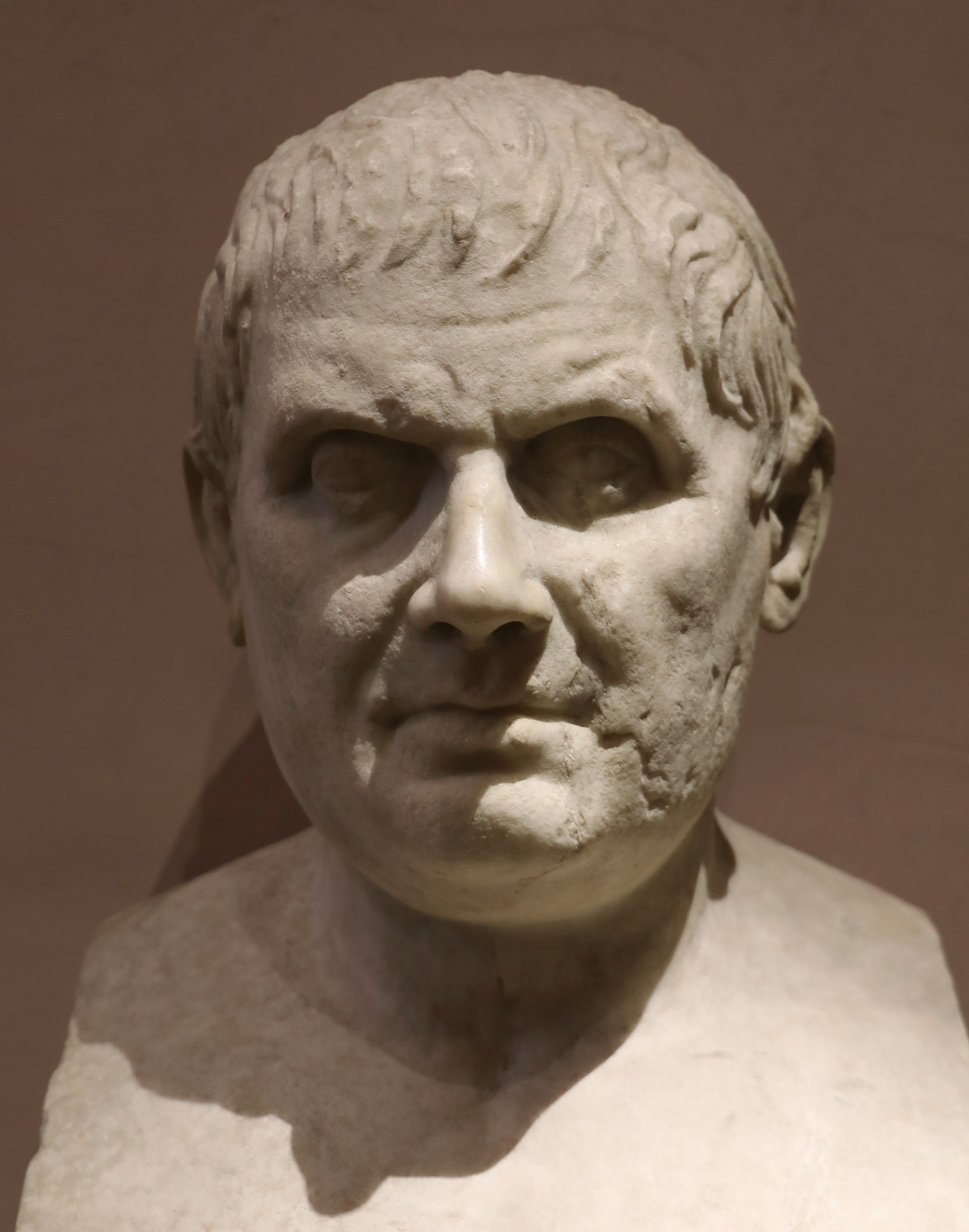
Herma Posidipo de Pela, Museo de Uffizi, Florencia

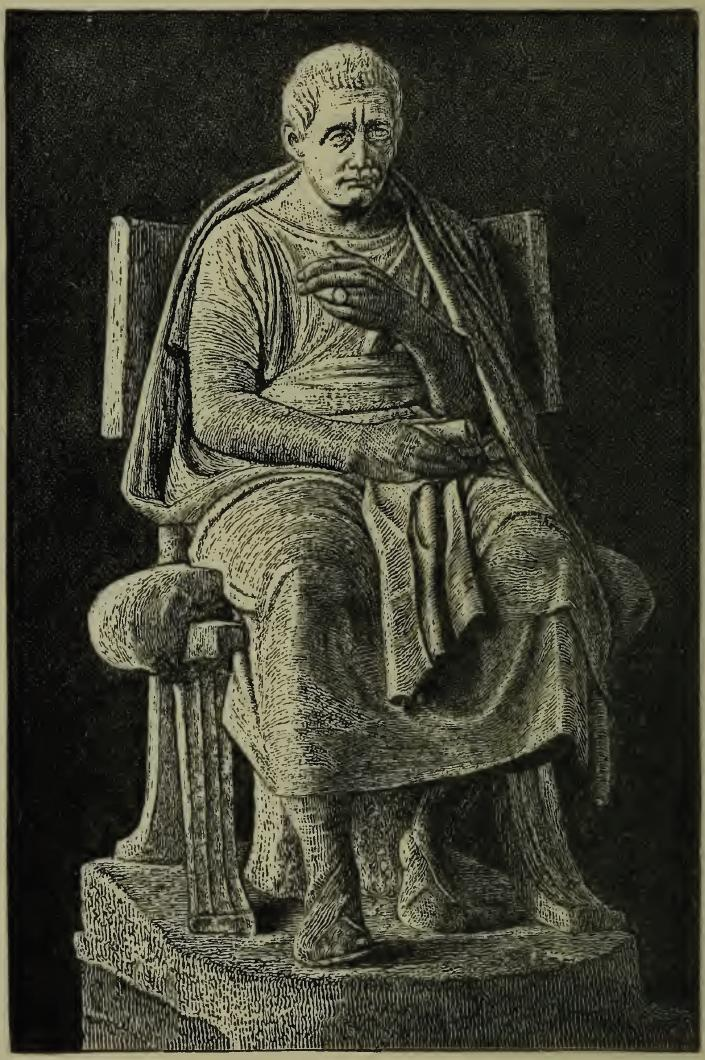
Representación de Posidipo de 1912 debida a John Pentland Mahaffy (1839 - 1919).

Posidipo de Pela (Ποσείδιππος: Pela, Macedonia, ca. 310 a. C. – ca. 240 a. C.) fue un poeta griego del periodo helenístico.

## Biografía
Nació en Pela, capital de Macedonia, y fue iniciado en el orfismo. Vivió durante el siglo III a. C.; permaneció algún tiempo en Samos, y luego se trasladó a Egipto a la corte del diádoco Ptolomeo I Sóter en Alejandría y del hijo de su tercera esposa y sucesor Ptolomeo II Filadelfo. Una inscripción de Termo (Etolia) registra que fue honrado por la Liga Etolia alrededor del 264/3 a. C.
Como poeta es conocido sobre todo por un muy célebre epigrama dialogado sobre la diosa Fortuna y la estatua de Lisipo en la Anthologia Graeca, XVI, 275, impregnado de desengaño, que sirvió de tema a los poetas europeos a través de la refundición emblemática de Alciato a principios del siglo XVI.
Al parecer era amigo de los poetas Hédilo y Asclepiades, ambos de Samos. Este último era mayor que él, y Posidipo lo imitó en varios epigramas. Hasta 2001, el corpus de su poesía se componía solo de veintitrés poemas incluidos en la Antología griega, y de algunos más citados por Ateneo de Naucratis en sus Δειπνοσοφισταί / Banquete de los eruditos, todos ellos sobre dos únicos temas, la bebida y el amor. Pero en tal año se publicó el llamado Papiro de Milán (P. Mil., Vogl. VIII, 309) encontrado como envoltorio de una momia egipcia datada en el 180 a. C. Contenía fragmentos, unos 600 versos, de 112 poemas, dos de los cuales fueron inequívocamente atribuidos a Posidipo, por lo que la crítica resolvió que todos los demás podrían ser también de su mano; fue sin duda el hallazgo más importante del siglo XX en lo que se refiere a la literatura helenística.
Con esto la imagen de su mundo poético se amplió: trataba además de la corte ptolemaica, de piedras preciosas y de adivinación, entre otros.
El papiro conservaba en gran medida los encabezados de las diez secciones de los poemas supervivientes:
- Sobre piedras (Líthika, poemas 1-20)
- Sobre presagios (Oionoskopika, 21-35)
- Dedicatorias (Anathematika, 36-41)
- Epitafios (título no preservado, 42-61)
- Sobre estatuas (Andriantopoiika, 62-70)
- Sobre victorias ecuestres (Hippika, 71-88)
- Sobre naufragios (Nauagika, 89-94)
- Sobre curas médicas (Iamatika, 95-101)
- Personajes de la corte (Tropoi, 102-109)
- [Título no preservado] (110-112)